# Thermopériodisme
Le thermopériodisme est l'influence des changements de température sur la vie des végétaux. Suivant sa période de croissance, la plante aura en effet besoin de températures basses et de températures hautes pour croître.

## Mise en œuvre
La vernalisation décrit l'effet des basses températures sur les végétaux. Le thermopériodisme consiste en la variation cyclique de ces basses températures, à la fois en moyenne par opposition été/hiver, mais également à la journée par opposition jour/nuit,.
Certaines plantes, par exemple le chou commun (Brassica oleracea) auront une mise en fleur par exposition à des températures basses, voire négatives. Le stress de la gelée leur est nécessaire dans le cycle annuel.
Chaque plante possède ses propres exigences, le blé d’hiver peut germer à 5 °C alors que le haricot nécessite 15 °C.

## Autres facteurs et gestion humaine
Cette influence se cumule avec le photopériodisme et donne aux plantes un cycle naturel annuel, s'appuyant sur les quatre saisons.
La technique de la stratification permet aux agriculteurs de maîtriser la germination des végétaux. Elle consiste à mettre en chambre froide ou dans l'eau froide (trempage) pendant quelques jours ou semaines les semences avant la mise en terre.
Dans des conditions maîtrisées, en serre notamment, il est possible de gérer plusieurs germinations par an en pilotant les cycles d'éclairement et de température.